# تمائم كأس العالم
التميمة أو التعويذة (بالإنجليزية: mascot) مجسم أو دمية لشخص أو حيوان أو كائن يستخدم شعارًا للبطولات الرياضية، تستخدم التمائم في البطولات الرياضية عموما لأغراض الترويج والتسويق وإضفاء جو من المرح والبهجة بين الجماهير وتستخدم أيضا في كمقاطع رسوم متحركة أو في العروض التفزيونية. و تستخدم التمائم أيضا للقيام بجولات خيرية.
مصطلح Mascot يرجع الي النطق الفرنسي لكلمة (بالفرنسية: mascotte). في كأس العالم 1966 تم اختيار التميمة من قبل إتخد المسؤولون الإنجليز وأعضاء الفيفا قراراً بوضع تميمة خاصة بالكأس وترمز لرمز إنجليزي خالص، ففكروا بوضع تميمة الأسد ويلي وتعتبر هذه التميمة أول تميمة لكأس العالم وهي واحدة من التمائم الأولى التي تترافق مع المنافسة الرياضية الكبرى. والتصاميم التميمة تظهر رموز يمثل ميزة للبلد المضيف (حلي، النباتات، الحيوانات، الخ.).

## تمائم كأس العالم
| سنة البطولة | الدولة                   | اسم التميمة                                | الصورة | الوصف |
| ----------- | ------------------------ | ------------------------------------------ | ------ | --- |
| 1966        | إنجلترا                  | الأسد ويلي (بالإنجليزية: World Cup Willie) |        | عبارة عن شكل الأسد، وهو رمز نموذجى لإنجلترا، يرتدى قميص علم المملكة المتحدة مع كلمة كأس العالم. صممه رسام كتب الأطفال ريج هوي. قدم بيل تيتكومب سلسلة من الرسوم الهزلية عن الشخصية. أعاد لوني دونيغان جونيور في عام 2014 تسجيل أغنية الأسد ويلي التي غناها في الأصل والده لوني دونيغان.                                                                      |
| 1970        | المكسيك                  | خوانيتو (بالإسبانية: Juanito)              |        | صبي يرتدي قميص منتخب المكسيك لكرة القدم وقبعة سومبريرو (مكتوب عليها "المكسيك 70"). اسمه هو تصغير كلمة "خوان" ، وهو الاسم الشائع جدًا في البلدان الناطقة بالإسبانية. يوجد كرة أسفل قدم الصبي. في معظم الصور توجد تحت قدمه اليمنى ، وفي بعض الصور توجد أسفل قدمه اليسرى. خوانيتو هو التميمة الثانية المستخدمة للترويج لكأس العالم، والأول من حيث الشكل البشري. |
| 1974        | ألمانيا الغربية          | تيب وتاب (بالألمانية: Tip und Tap)         |        | صبيان يرتديان قميص الوطني لألمانيا. أحدهما يحمل حروف WM ، والآخر 74 على القميص. |
| 1978        | الأرجنتين                | جوشيتو                                     |        | صبي يلبس طقم الأرجنتين مع كلمة أرجنتينا و 78 على قبعته والسوط نموذجي مع تقاليد الأرجنتين |
| 1982        | إسبانيا                  | نارانجيتو                                  |        | هو عبارة عن برتقال وهي ثمرة نموذجية في إسبانيا ويرتدي طقم منتخب إسبانيا اسمها من نارانجا الصالحة للأكل وهي برتقال إسباني. |
| 1986        | المكسيك                  | بيكي                                       |        | هو فلفل حارمع شارب ويرتدي قبعة سومبريرو. اسمه من بيكانت الصالحة للأكل. |
| 1990        | إيطاليا                  | سياو                                       |        | هو عبارة عن عصا لها رأس وبها ألوان علم إيطاليا وهو يلعب كرة القدم. |
| 1994        | الولايات المتحدة         | الجرو المهاجم                              |        | هو كلب، وهو من الحيوانات المشتركة الاليفة في الولايات المتحدة، وهو يرتدي زيا كرة القدم حمراء وبيضاء وزرقاء مع عبارة "الولايات المتحدة الأمريكية 94. |
| 1998        | فرنسا                    | فووتيكس                                    |        | وهو ديك، وهي إحدى الرموز الوطنية لفرنسا، لون جسمه أزرق مثل منتخبه الوطني مكتوب عليه بالأبيض فرنسا 98 واسمه مشتق من كرة القدم والقصة الشعبية أستيريكس. |
| 2002        | كوريا الجنوبية · اليابان | أتو وكاز ونيك                              |        | برتقالي وبنفسجي وأزرق وهي عبارة عن مخلوقات حاسوبية ولدت جميعا في رياضة كرة القدم الخيالية، أتو هو المدرب بينما كاز ونيك من اللاعبين. وقد تم اختيار ثلاثة من الأسماء الفردية مختصرة من قبل المستخدمين على شبكة الإنترنت وعلى منافذ ماكدونالدز في البلدان المضيفة                                                                                             |
| 2006        | ألمانيا                  | جوليو السادس والكرة بيل                    |        | أسد يرتدي قميص ألمانيا مع عدد 06 ،كلمة ليو هو الاسم اللاتيني للأسد في ألمانيا، "بيلل" هو مصطلح عامية لكرة القدم. |
| 2010        | جنوب إفريقيا             | زاكومي                                     |        | زاكومي هو فهد وهو حيوان رمز لجنوب أفريقيا مرح ورياضي شعره أخضر. جاء تسميته من خلال التالي : زا (ZA) الرمز الكودي لجنوب أفريقيا وكومي (KUMI) كلمة تعني بلغة الجنوب الأفريقيين الرقم عشرة والذي يعود إلى سنة إقامة البطولة. |
| 2014        | البرازيل                 | فوليكو                                     |        | وهو عبارة عن حيوان مدرع مهدد بالإنقراض في البرازيل يطلق عليه اسم التوتابولا. |
| 2018        | روسيا                    | زابيفاكا                                   |        | عبارة عن حيوان الذئب ذو الصوف البني والأبيض لابساً قميص مع عبارة "روسيا 2018" مع وضع وإزالة النظارات الرياضية البرتقالية. |
| 2022        | قطر                      | لعيب                                       |        | هو عبارة عن مجسم بزي عربي. يتكون من شماغ أبيض غالبًا مع تدلي حبلين من العقال. |